# Олександр Зданович
Зданович Олександр (біл. Аляксандр Здановіч; 26 лютого 1805, село Бельковичі, Ігуменський повіт, Мінська губернія, тепер Пуховицький район Мінської області — 29 травня 1868, Вільнюс) — білоруський і польський історик, педагог, мемуарист. Батько Ігната Здановича.

## Біографія
Закінчив Ігуменську повітову василіянську школу у 1825 році. Два року працював приватним вчителем. Вступив у Вільнюський університет, який закінчив в 1831 році зі званням доктора філософії. Викладав латинську мову та історію у Вільнюському шляхецькому інституті, потім очолював там кафедру загальної історії до закриття інституту в 1863 році.
Читав приватні лекції, а також викладав російську історію у Вільнюській духовній семінарії.

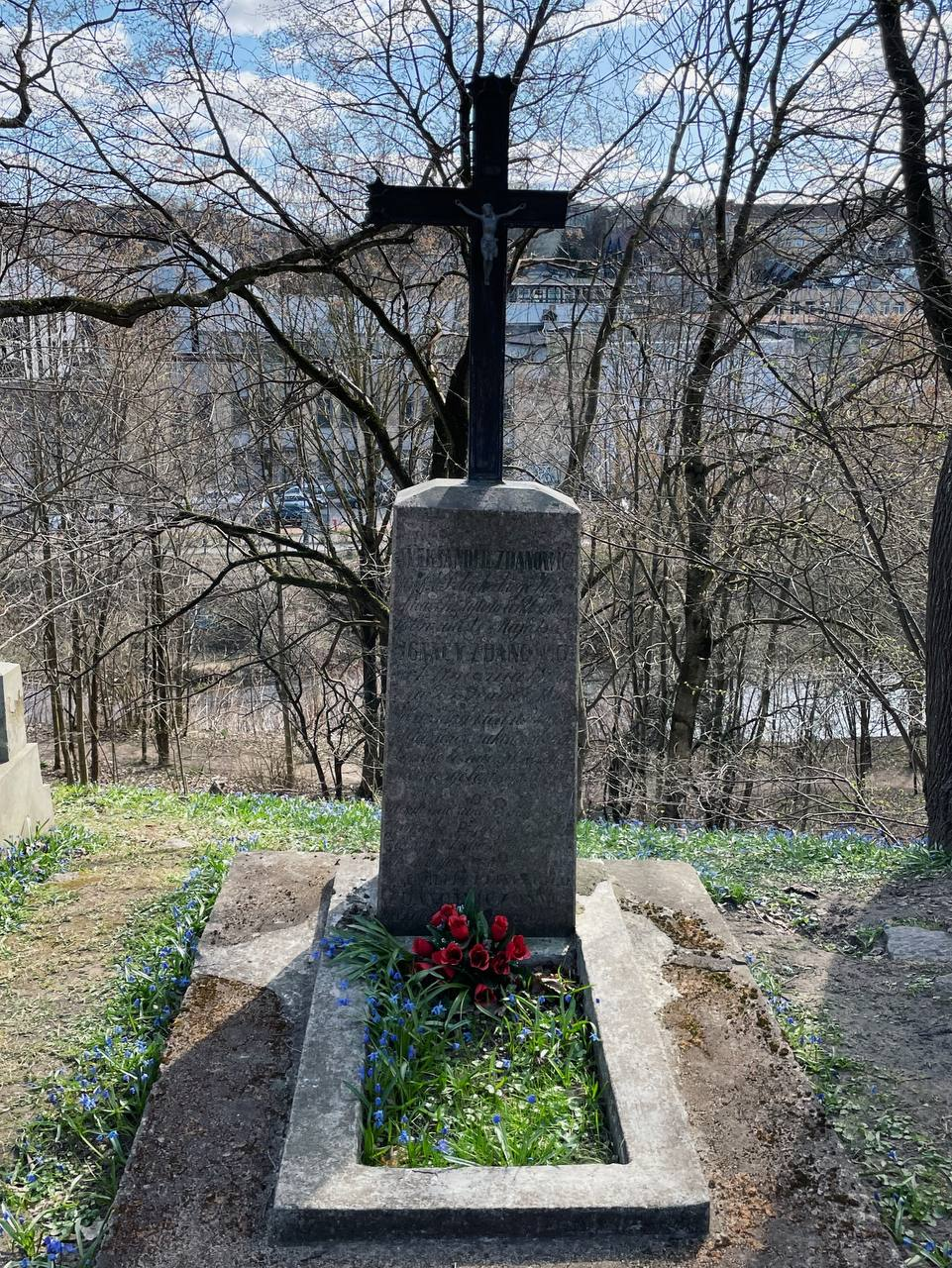
Могила історика Олександра Здановича на Бернардинському цвинтарі у Вільнюсі

Маючи багатий досвід викладання різних предметів, підготував численні підручники та навчальні посібники: «Хронологічно-історичний нарис сучасних держав від V століття до наших днів» (Вільнюс, 1844), «Нарис всесвітньої історії для дітей» (Вільнюс, 1861), «Нарис польської історії для дітей» (Вільнюс, 1857); переклав з російської на польську мову підручники «Історія середніх віків» (Вільнюс, 1845), «Історія Нового часу» (Вільнюс, 1846). Також підготував та видав підручники з французької мови. У 1849—1859 роках вів «Щоденник» (частково опублікований: Rocznik Towarzystwa Przyjaciól Nauk w Wilnie, 1918)
Був членом Віленської Археологічної комісії; входив у склад редакції газети «Кур'єр Вільнюський». У 1863 році у зв'язку з участю в повстанні сина був затриманий та був підданий допитам. 3-тє видання книги «Нарис польської історії для дітей», яка мала великий вплив на громадську думку, було конфісковано та знищено.